# Meaza Ashenafi
Meaza Ashenafi, född 1964 i Asosa, är en etiopisk jurist. Sedan 2018 är hon ordförande för landets högsta domstol. Hon är den första kvinnan på posten.
Meaza Ashenafi har tidigare arbetat med genus- och kvinnofrågor vid FN:s ekonomiska kommission för Afrika. Hon är grundare av Ethiopian Women Lawyers Association och har varit domare i Högsta domstolen.